# زنار
الزُنار (من ζωναριον باليونانية) هو جزء من الملابس التي ألزم الذميون (أي المسيحيون واليهود) ارتدائها عند فتح الإسلام لبلاد الشام لإثبات هويتهم وتفريقهم عن المسلمين وهي كانت تقليد متبع في الماضي. واعتبر شرط ارتداء الزنار واحدة من أحكام «العهدة العمرية» التي عقدها الخليفة عمر بن الخطاب في القرن السابع كعهد سلام مع مسيحيي القدس.